# Slavomíra Mašurová
Slavomíra Mašurová (* 8. října 1970, Levice) je slovenská diplomatka, od roku 2018 velvyslankyně Slovenska ve Finsku a Estonsku.

## Život
Po studiu na Gymnáziu Levice v letech 1989–1994 studovala na Přírodovědecké fakultě Univerzity Komenského a v letech 1994–1997 na Ústavu mezinárodních vztahů a aproximace práva Právnické fakulty Univerzity Komenského.
V roce 1998 pracovala jako obchodní ředitelka společnosti EPIGNOST Slovakia s.r.o. Od roku 1999 pracovala v odboru komunitárního práva a aproximace Ministerstva hospodářství Slovenské republiky, od roku 2001 pak v odboru legislativy a aproximace Ministerstva hospodářství.

## Diplomatické působení
Od roku 2003 pracuje na Ministerstvu zahraničních věcí a evropských záležitostí. Nejprve v oddělení hlavního vyjednavače. V roce 2003 pracovala také na slovenském velvyslanectví v Římě. V letech 2003 až 2004 v oddělení koordinace odvětvové politiky. Následně v letech 200–-2008 působila jako třetí tajemnice na Stálém zastoupení Slovenské republiky při EU v Bruselu. V letech 2008–2010 byla druhou tajemnicí sekce pro evropské záležitosti na ministerstvu zahraničních věcí. V letech 2009–2010 působila jako poradkyně na zastoupení v Berlíně. V letech 2010–2014 působila jako první tajemnice a zástupkyně velvyslance na velvyslanectví v Londýně. Po návratu na ministerstvo působila v letech 2015–2017 jako ředitelka odboru komunikace a prezentace sekretariátu slovenského předsednictví v Radě EU. V roce 2018 byla koordinátorkou sekce pro evropské záležitosti.

### Velvyslankyně ve Finsku
Její předchůdce Tibor Králik ukončil svou funkci 30. listopadu 2018. Do funkce ji 20. září 2018 jmenoval tehdejší prezident Andrej Kiska.
Dne 21. února 2019 ji přijal finský prezident Sauli Niinistö.